# Mate Pavić
Mate Pavić, hrvaški tenisač, * 4. julij 1993, Split, Hrvaška.
Trenutno je na prvem mestu svetovnega prvaka v moških dvojicah.
Je petkratni prvak Grand Slama, saj je v moških dvojicah osvojil tri naslove: OP Avstralije 2018 z Oliverjem Marachom, OP ZDA 2020 z Brunom Soaresom in prvenstvo Wimbledona leta 2021 z Nikolo Mektićem. Pavić je naslove mešanih dvojic osvojil tudi na partnerskem prvenstvu ZDA 2016 Lauri Siegemund in OP Avstralije 2018 z Gabrielo Dabrowski. Končal je kot podprvak na prvenstvih Wimbledona 2017, OP Francije 2018 in OP Francije 2020 v moških dvojicah, na odprtih prvenstvih Francije 2018 in 2019 v mešanih dvojicah.
Maja 2018 je Pavić postal svetovni prvak v dvojicah, s čimer je postal 52. igralec v zgodovini s 1. mestom na lestvici ATP. Je najmlajši imetnik 1. mesta v obeh disciplinah po Toddu Woodbridgeu leta 1996 in prvi hrvaški igralec, ki je bil prvi posamezno ali v dvojicah. Pavić je v posamični razvrstitvi najvišjo uvrstitev v karieri dosegel maja 2013 z 295. mestom. Na ATP Touru je osvojil 25 naslovov v dvojicah, od tega 4 na nivoju Masters 1000. Pavić je bil tudi del hrvaške ekipe, ki je leta 2018 osvojila Davisov pokal.